# Cosmatesque

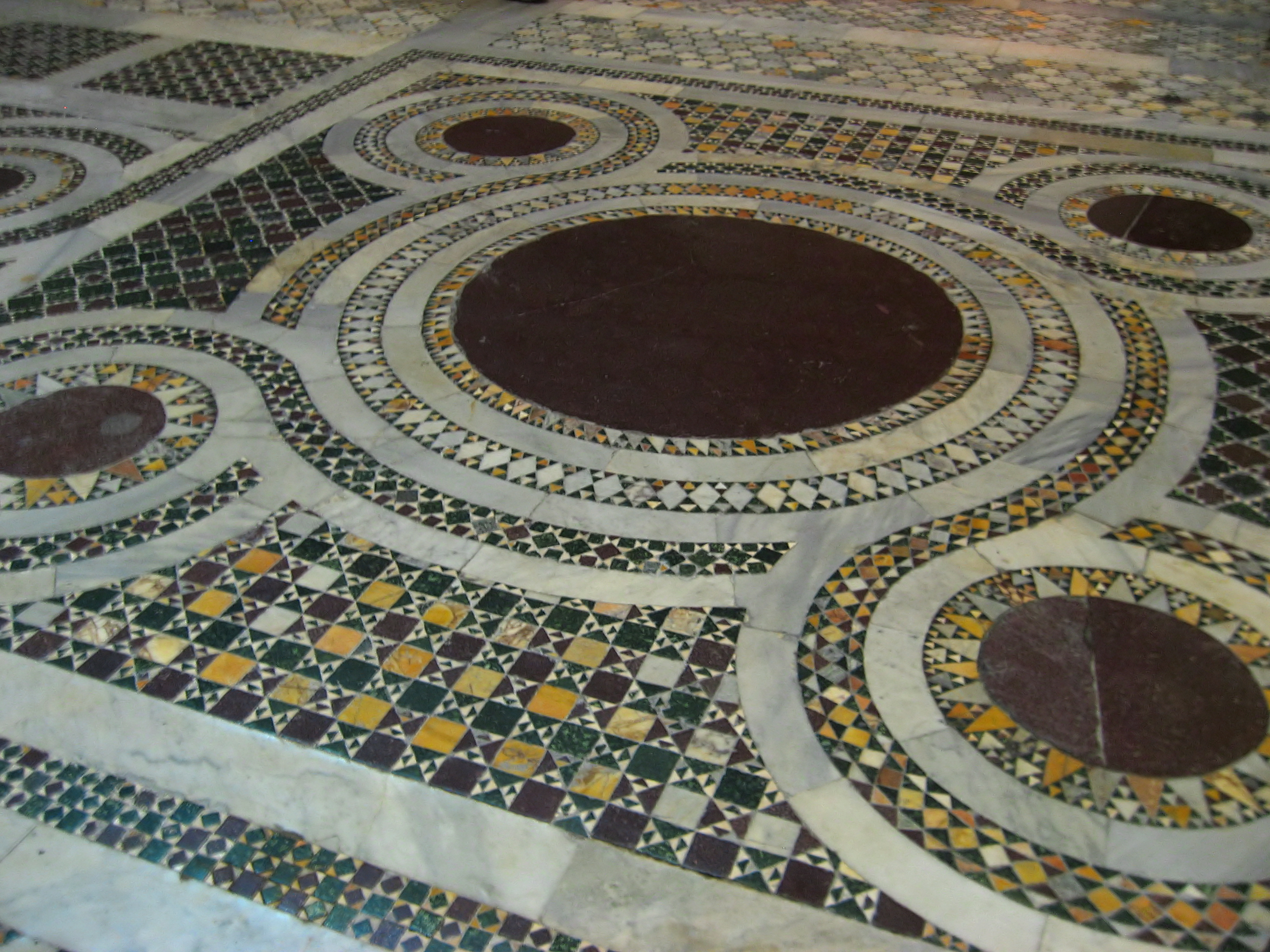
Pavement cosmatesque de la Basilique Sainte-Croix-de-Jérusalem, Rome.

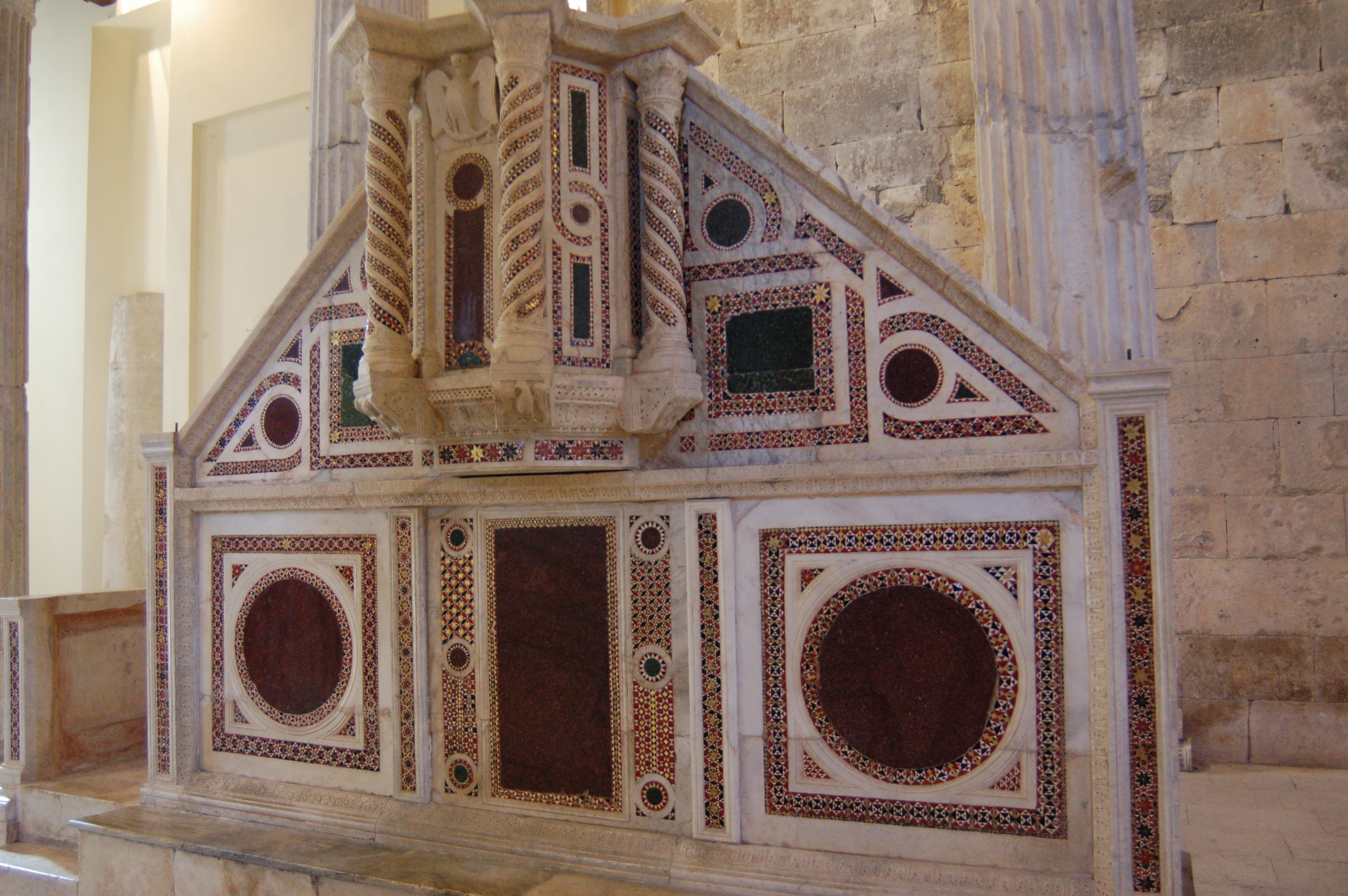
Un pupitre roman à décor de style cosmatesque, dans l'église du village d'Albe, Abruzzes.

Le terme cosmatesque s'applique à un style de pavements en opus sectile ou marqueterie de marbre, typique du Moyen Âge en Italie et en particulier à Rome et dans ses environs. Il correspond principalement à la période de l'art roman en Italie, fin XIe au XIIIe siècles, et perdure ensuite un peu dans le gothique.
Le nom vient de Cosma ou Cosmati, l'un des groupes d'artisans marbriers du XIIe et XIIIe siècles qui ont créé des œuvres en récupérant dans les ruines romaines antiques le porphyre rouge et vert, et des marbres colorés exotiques, et en arrangeant les fragments dans des décorations géométriques et des réseaux de boucles arrondies, dans un fond de marbre blanc. Ce décor est surtout utilisé en pavement dans les églises mais aussi sur des supports verticaux en marbre (chaires, autels, colonnes).
Il est également connu de certains chercheurs de la période postmédiévale comme opus alexandrinum.
Parmi les églises décorées dans un style cosmatesque à Rome, les plus remarquables sont la basilique Saint-Laurent-hors-les-Murs, la basilique Sainte-Marie-Majeure , la basilique San Saba, l'église Sainte-Marie d'Aracœli et l'église Santa Maria in Cosmedin, il faut aussi mentionner les frises et les colonnes incrustées des cloîtres romans de Saint-Paul-hors-les-Murs et de Saint-Jean-de-Latran. En dehors de Rome, toujours dans le Latium, Anagni et Ferentino ont des œuvres cosmatesques remarquables tout comme l'église de Civita Castellana qui a une décoration innovante.
Le style s'est répandu dans toute l'Italie, et aussi ailleurs en Europe : par exemple, le maître-autel de l'Abbaye de Westminster, est décorée avec un sol en marbre cosmatesque.

## Origine

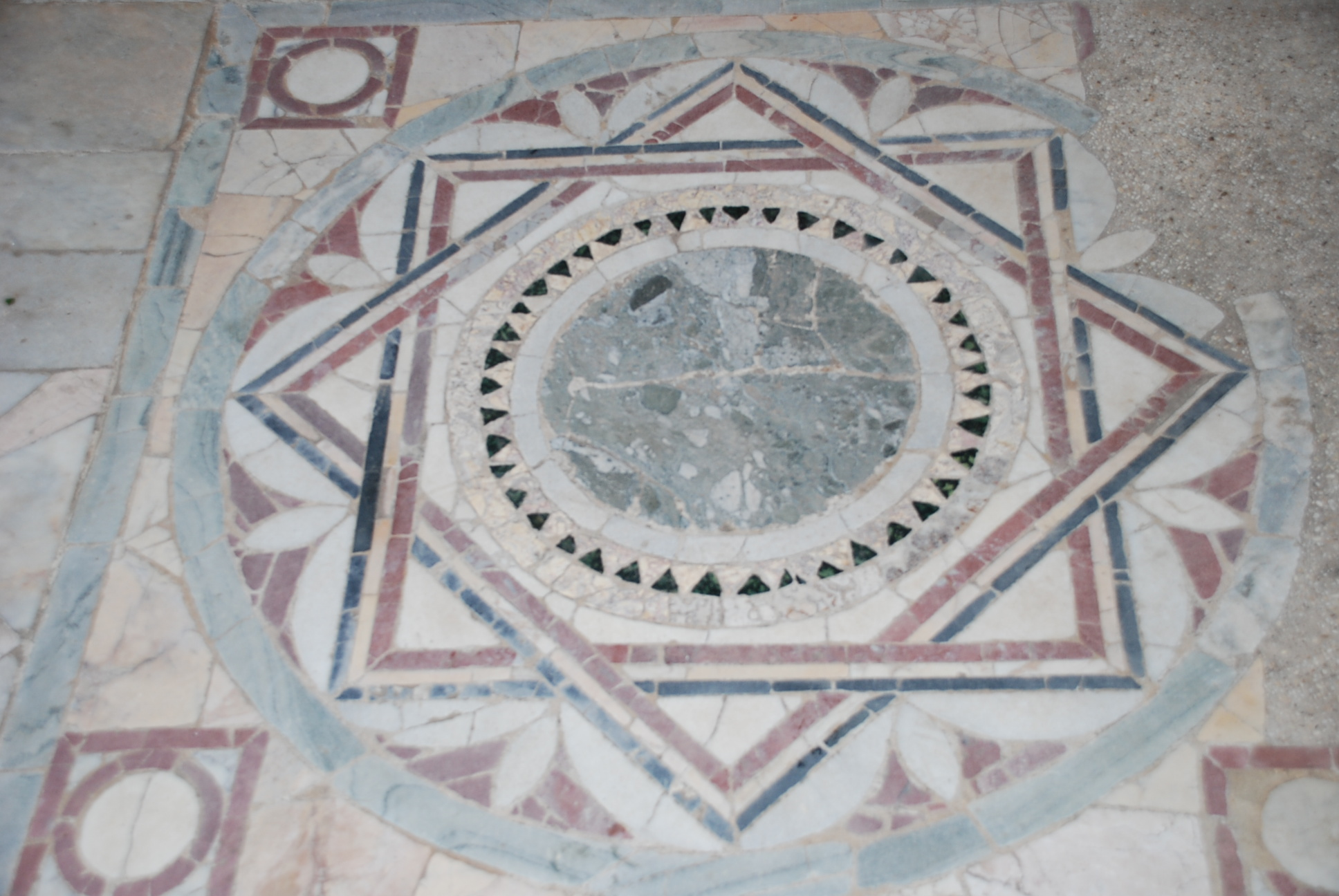
Exemple dopus sectile romain antique tardif à Ostie.

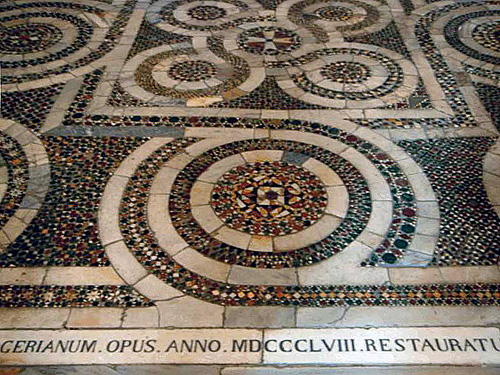
L'église des Ottimatti à Reggio de Calabre.

Ce style trouve ses sources essentiellement dans les opus sectile géométriques romains tardifs, qui étaient très présents dans les églises paléochrétiennes de Rome ainsi que dans de nombreux monuments antiques encore en fonction au Moyen Âge. Lors des rénovations ou reconstructions des vieux bâtiments à Rome, les marbres antiques les plus précieux étaient récupérés, notamment le porphyre, très dur et quasiment inaltérable, pour confectionner ces nouvelles œuvres. À cette époque les carrières de porphyre, situées en Égypte, étaient perdues et inexploitées depuis longtemps à la suite de la perte de cette province par Constantinople au VIIe siècle. Ainsi tout le porphyre utilisé dans les pavements de style cosmatesque, et quelques autres variétés de marbres exotiques comme le jaune antique, sont du réemploi provenant des anciens pavements et décors des monuments romains et paléochrétiens.
Bien que les Cosma de Rome du XIIe siècle soient les artisans éponyme du style, ils ne sont pas les premiers à développer cet art. Les artisans grecs byzantins ont antérieurement développé un style assez semblable pour le pavement des églises byzantines, comme on peut le voir dans les deux églises du monastère d’Hosios Loukas en Grèce, achevées respectivement en 955 et 1011. Un style similaire peut aussi être vu dans le pavement de l'abbaye bénédictine du Mont Cassin (1066-1071), construit également avec des artisans de Constantinople.

## Style

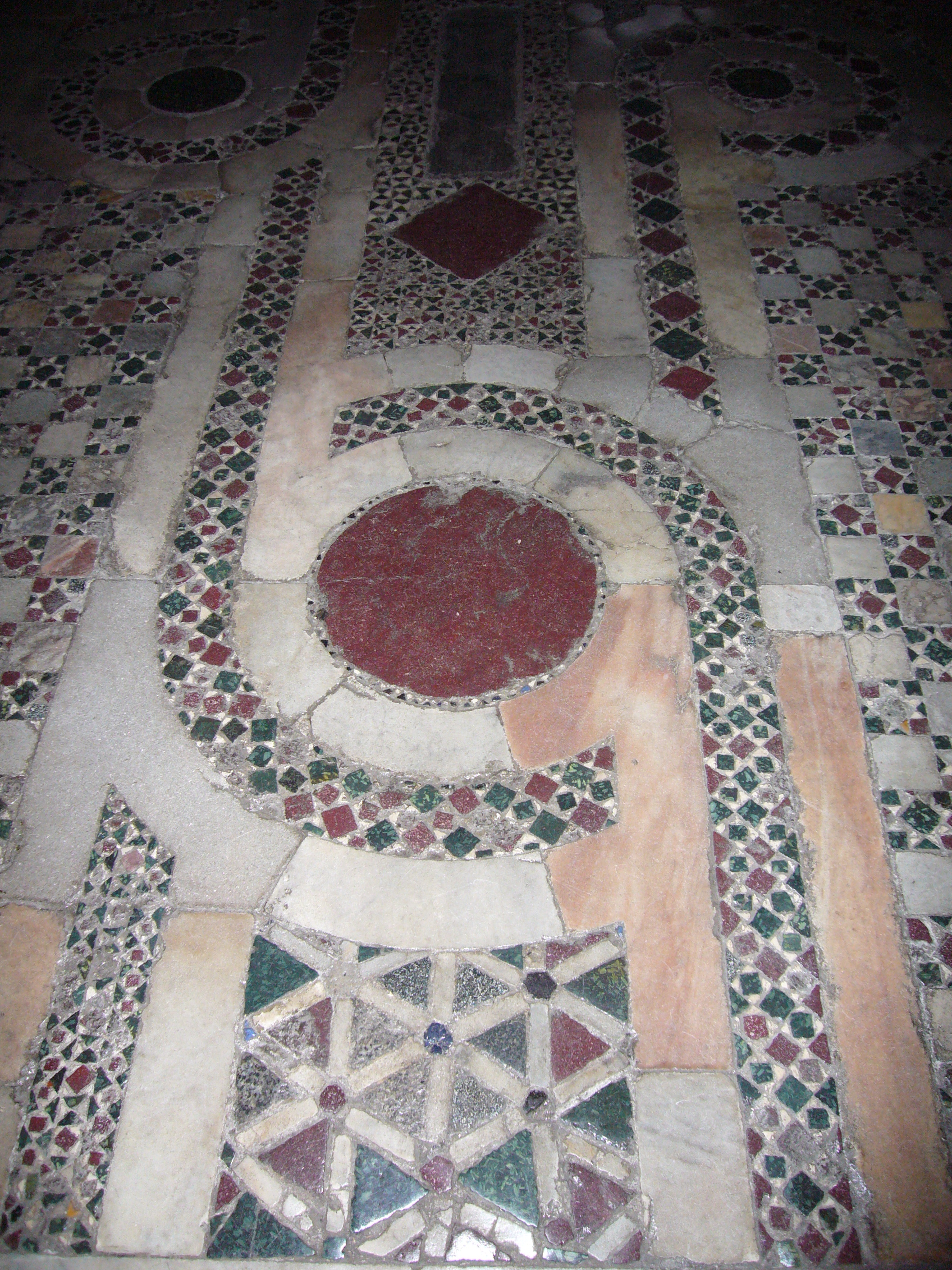
Église Sainte-Marie d'Aracœli, Rome.

Ce style particulier de marqueterie de marbre (opus sectile) est introduit dans l'art décoratif d'Europe par un marbrier nommé Laurent Cosma (ou Cosmati), natif d'Anagni. Laurent a appris son métier auprès de maîtres grecs et a suivi leur méthode de travail pendant un moment. Toutefois, dès le début de sa carrière, il s'est libéré des traditions et influences byzantines et a développé, selon une ligne originale, un nouveau style de mosaïque de décoration, aux dessins et couleurs vigoureux. Il a toujours employé cela, en liaison des surfaces en marbre sculptés ou lisses, comme un accessoire décoratif de certains éléments architecturaux.
En règle générale, Laurent a utilisé des marbres blancs ou clairs pour l'arrière-plan. Il y a incrusté des carrés, des parallélogrammes, des triangles, des disques, etc., faits de porphyre rouge, de porphyre vert (appelé aussi "serpentin", à ne pas confondre avec la serpentinite), de marbres colorés (comme le marbre jaune antique), de granite gris, etc., entourés de rubans de mosaïques composées de fragments plus petits de ces pierres. Sur les supports verticaux, des tesselles du verre doré ou coloré sont aussi utilisées en mélange avec ces pierres. Les grands disques ronds de pierre auraient été découpés dans des futs de colonnes antiques de porphyre rouge et de granite lorsqu'ils n'étaient plus réutilisables pour de nouvelles colonnes, mais de tels disques existent dans les opus sectile depuis l'Antiquité et ont aussi pu être réemployés directement.

## Œuvres
Le plus ancien travail connu de Laurent est exécuté pour une église à Fabieri en 1190 et le plus ancien exemple encore existant peut être vu dans l'église Sainte-Marie d'Aracœli, à Rome. Il se compose d'un ambon  pour les épîtres et les évangiles, d'une chaise, d'un paravent et du pavement.
Pendant une grande partie de son activité, il est secondé par son fils, Jacobus, qui en plus d'être un sculpteur et un mosaïste, est aussi un architecte de qualité, au vu des modifications architecturales qu'il a réalisées dans la cathédrale de Civita Castellana, préfiguration de la Renaissance ; pendant quatre générations, d'autres membres de sa famille ont continué son art : entre autres, Laurent (1140-1210), Jacobus (1165-1234), Luca (1221-1240), Jacobus (1213-1293), Deodatus (1225-1294), et Johannes (1231-1303).

## Galerie

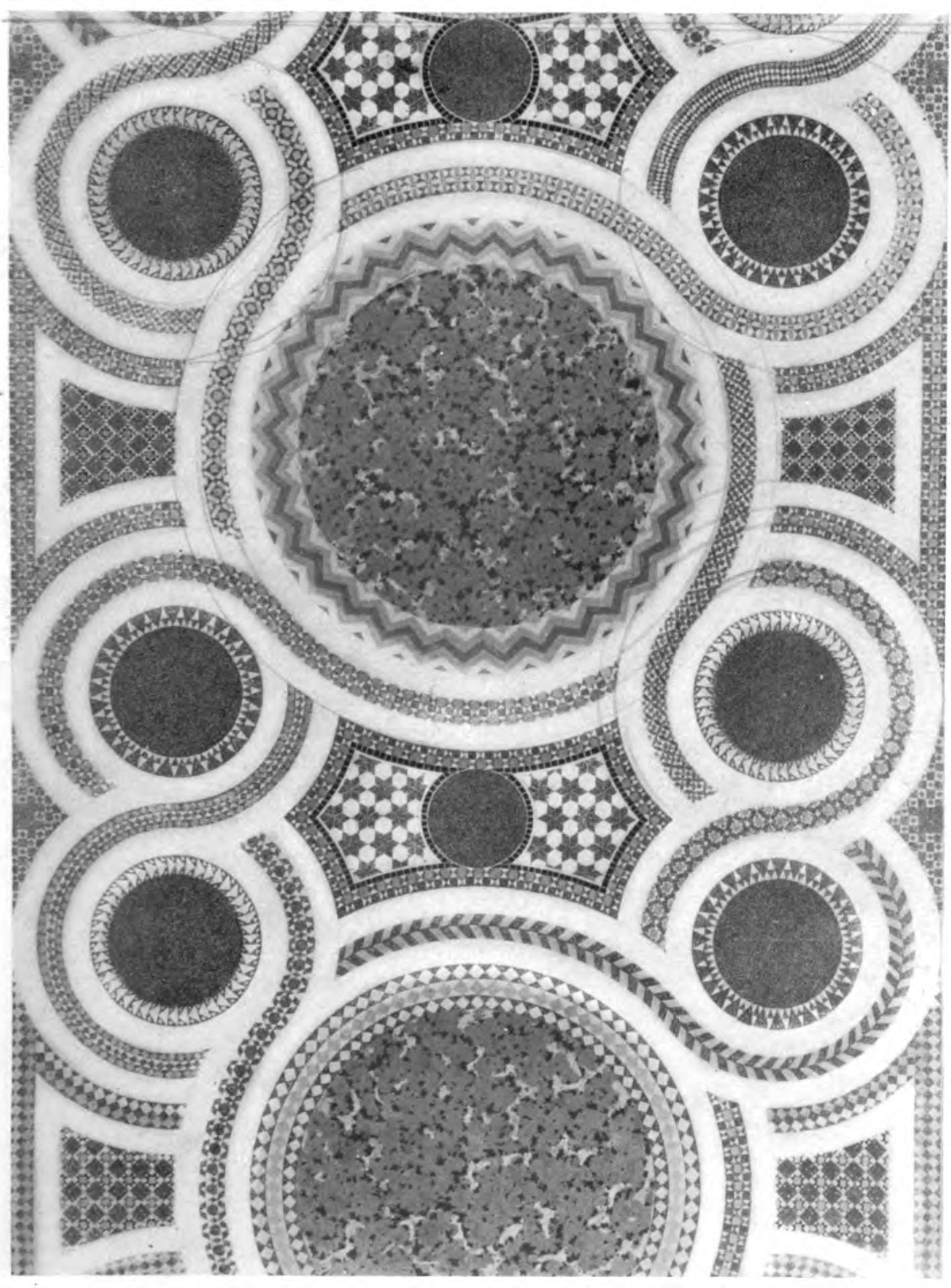
Dessin du pavement de l'allée centrale de la basilique Sainte-Marie-Majeure, Rome.
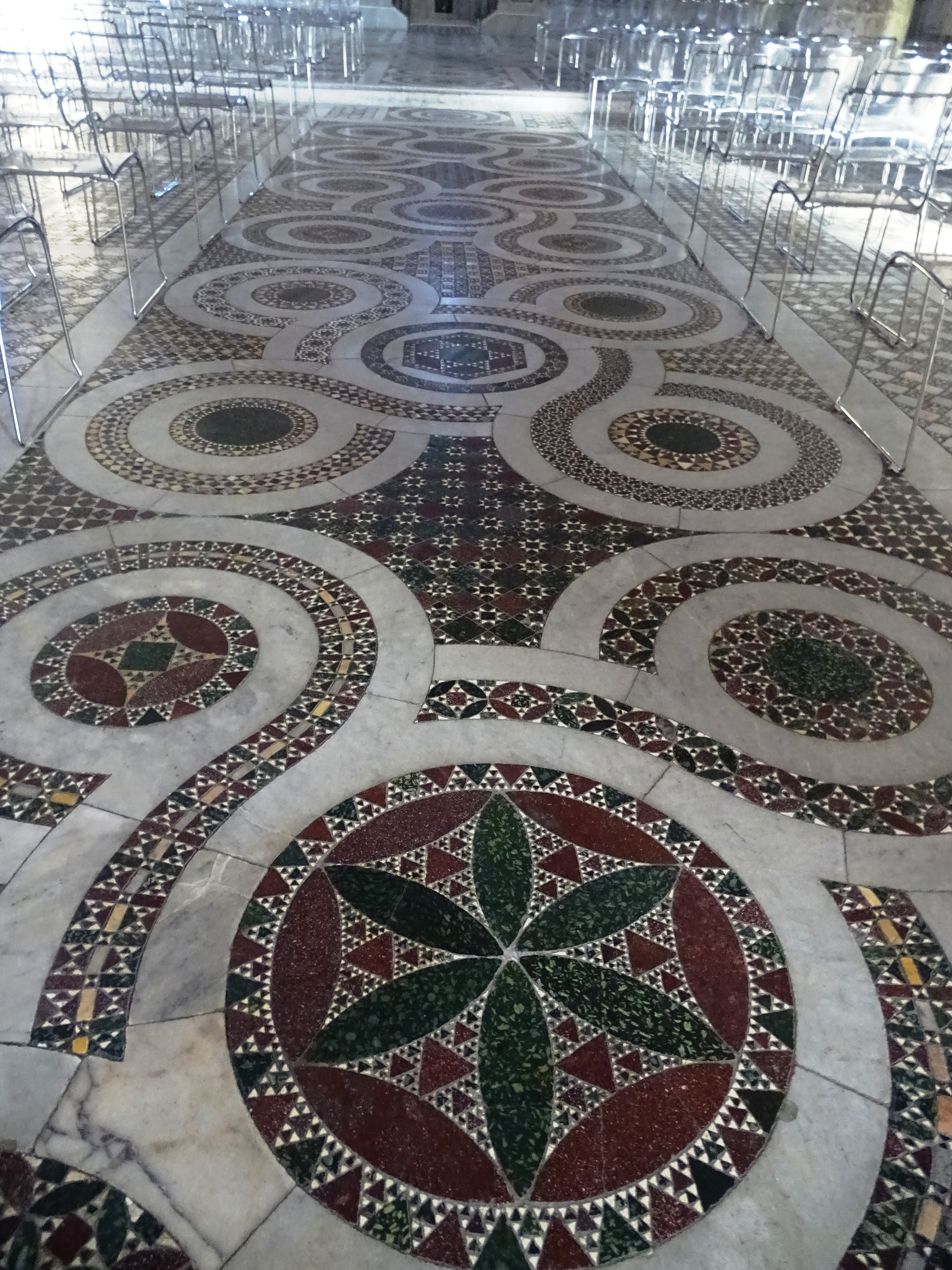
Allée centrale de la cathédrale Santa Maria d'Anagni.
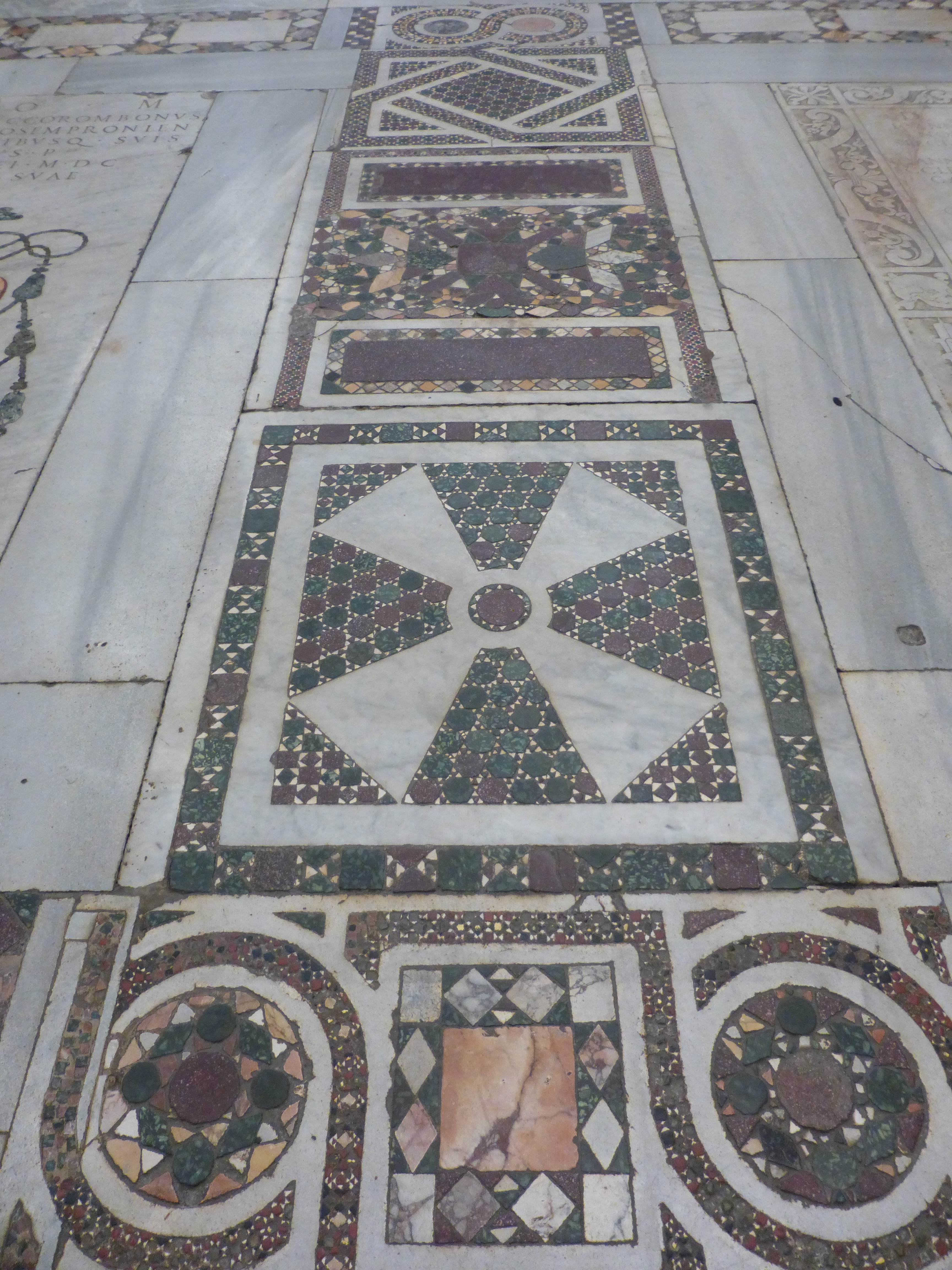
Église San Gregorio al Celio, Rome.
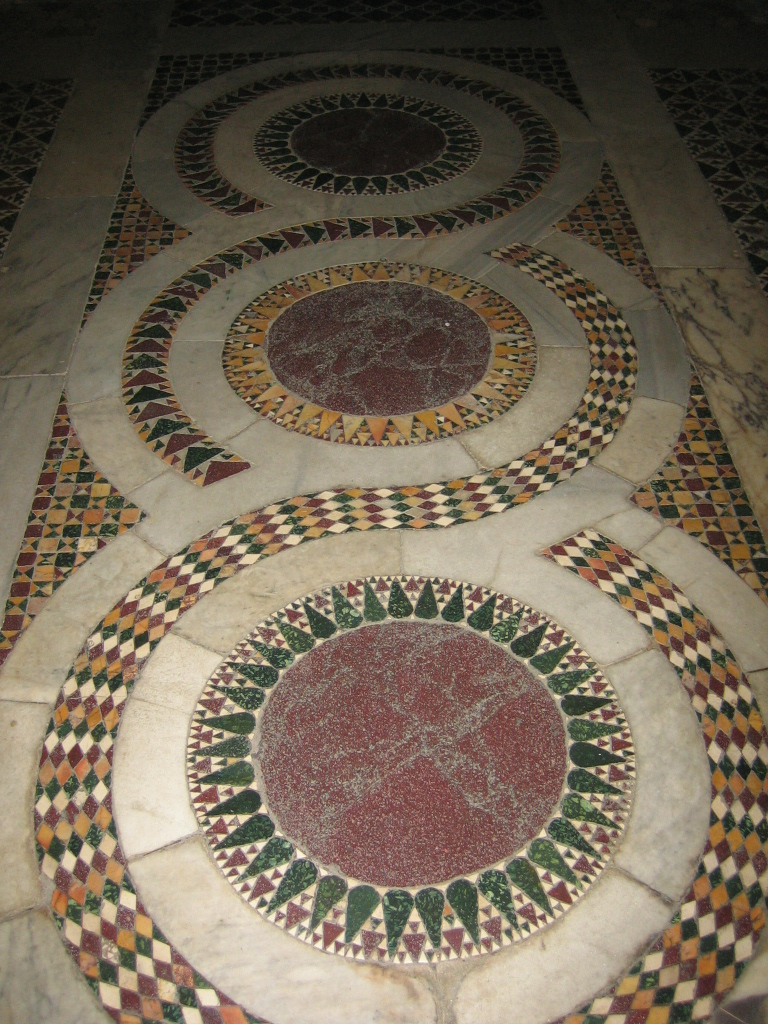
Église Santa Maria in Cosmedin, Rome.
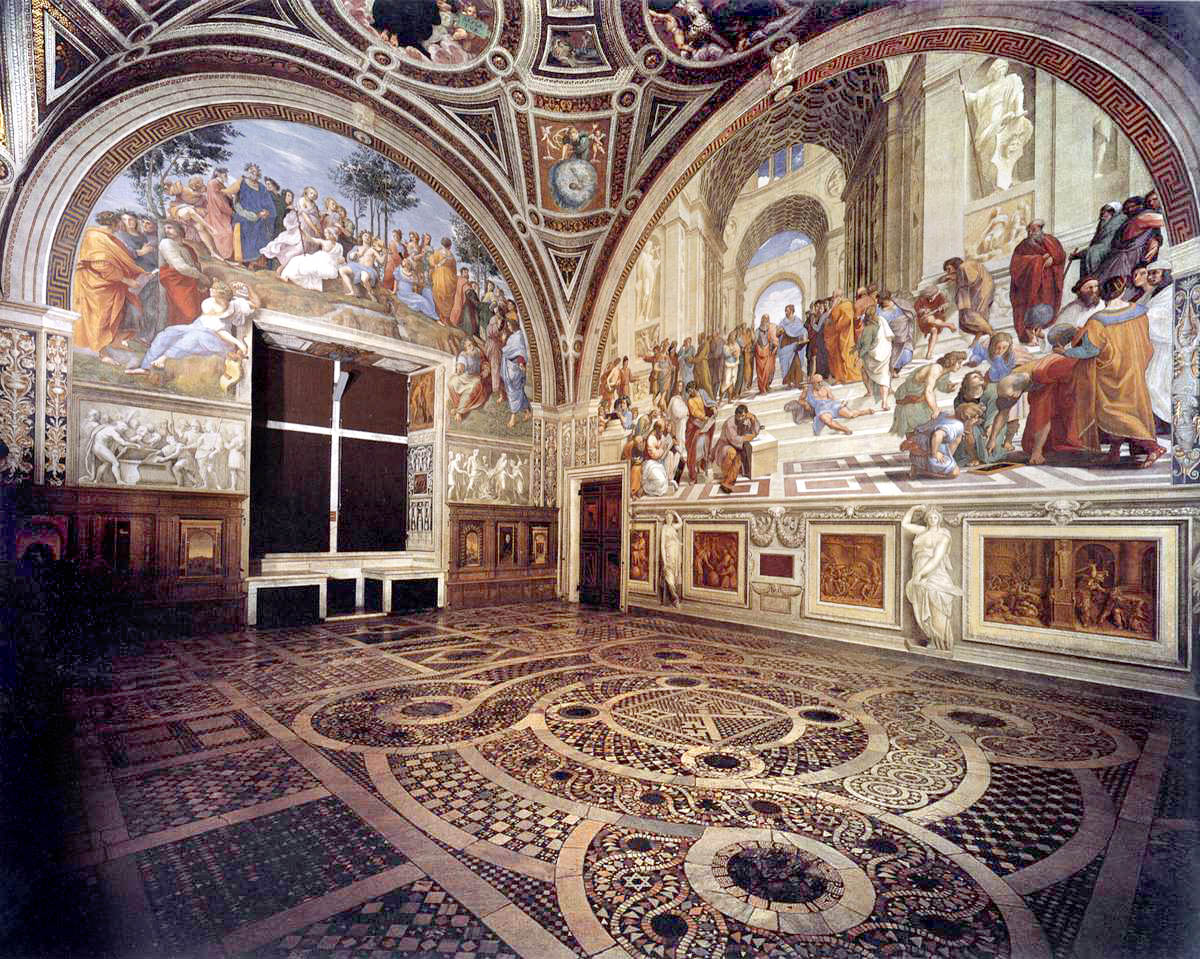
Pavement médiéval de la salle des signatures au musée du Vatican, Rome.
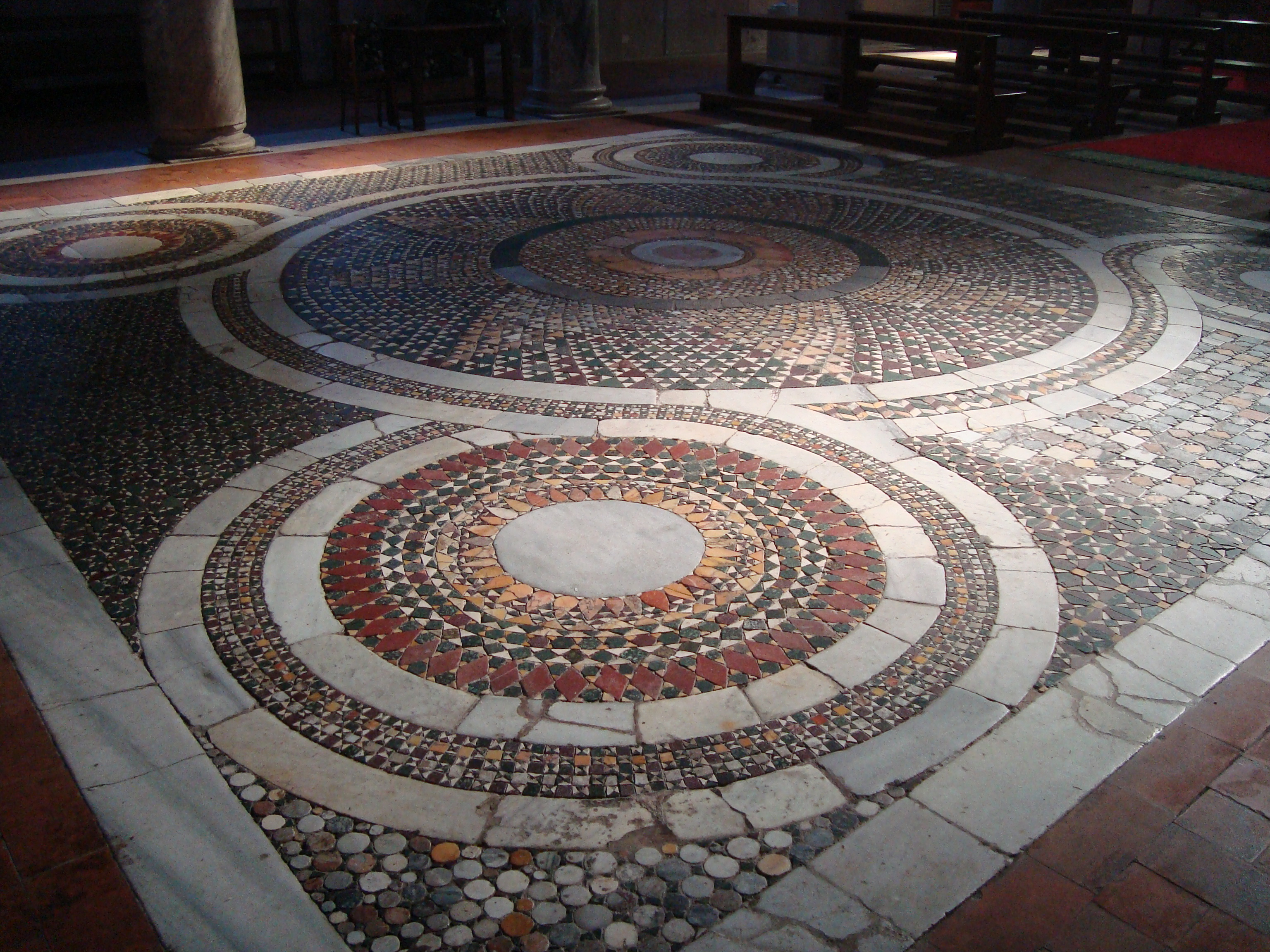
Église San Pietro alla Carita de Tivoli.
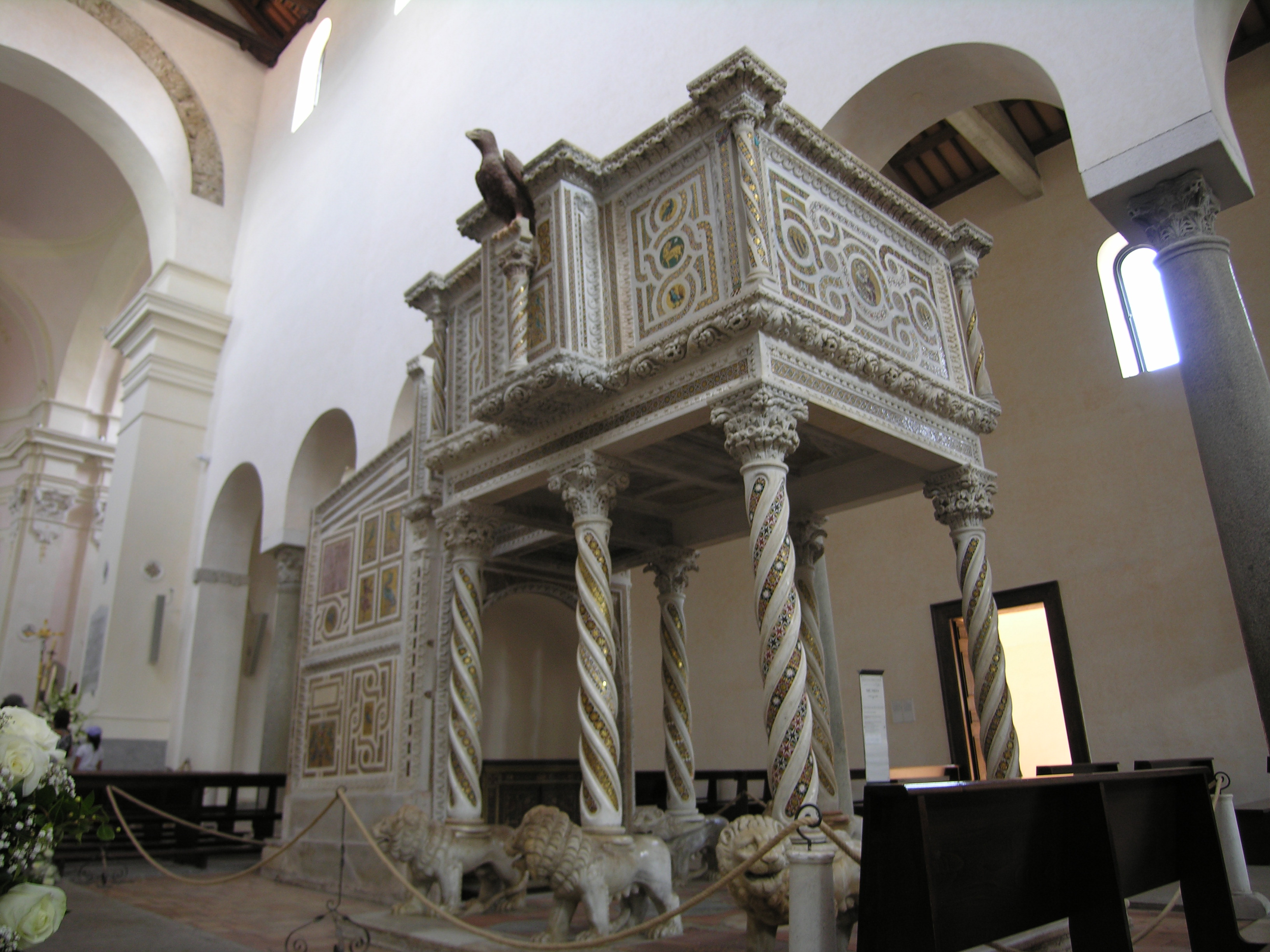
Pupitre du Duomo de Ravello.
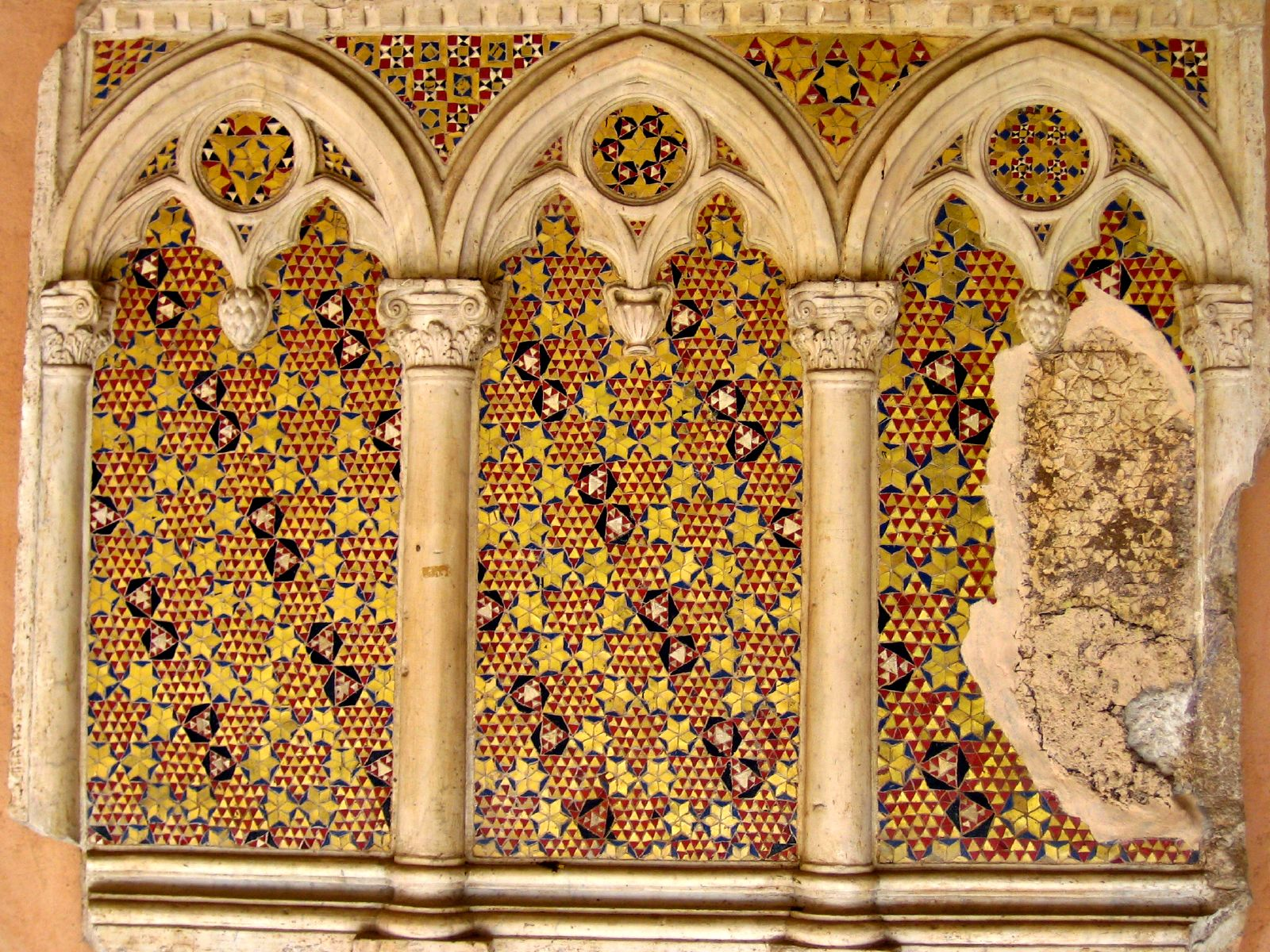
Décor cosmatesque des arcatures gothiques autrefois dans la basilique Saint-Jean de Latran, Rome.
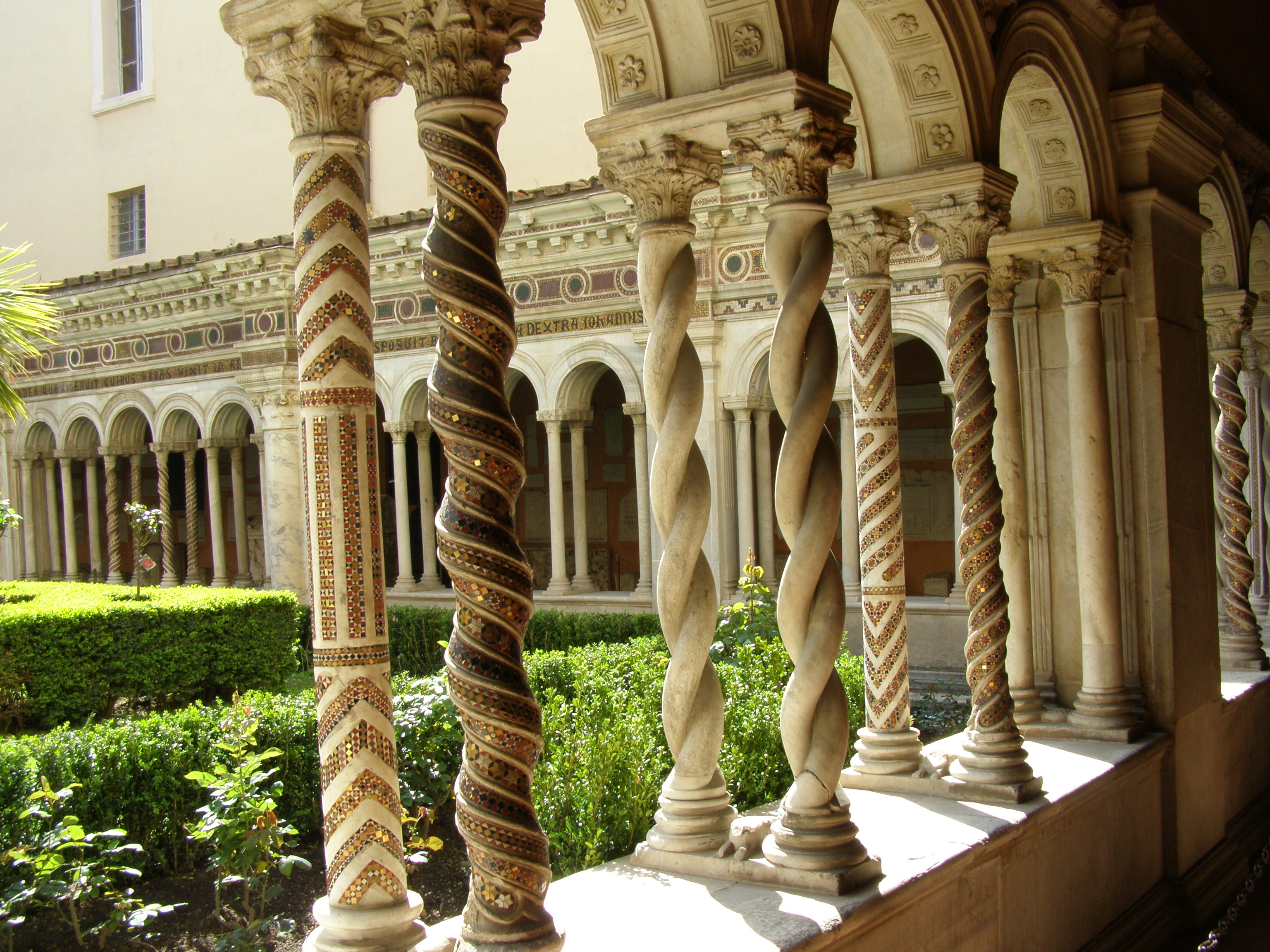
Cloître de la basilique Saint-Paul-hors-les-Murs à Rome, avec décor cosmatesque.
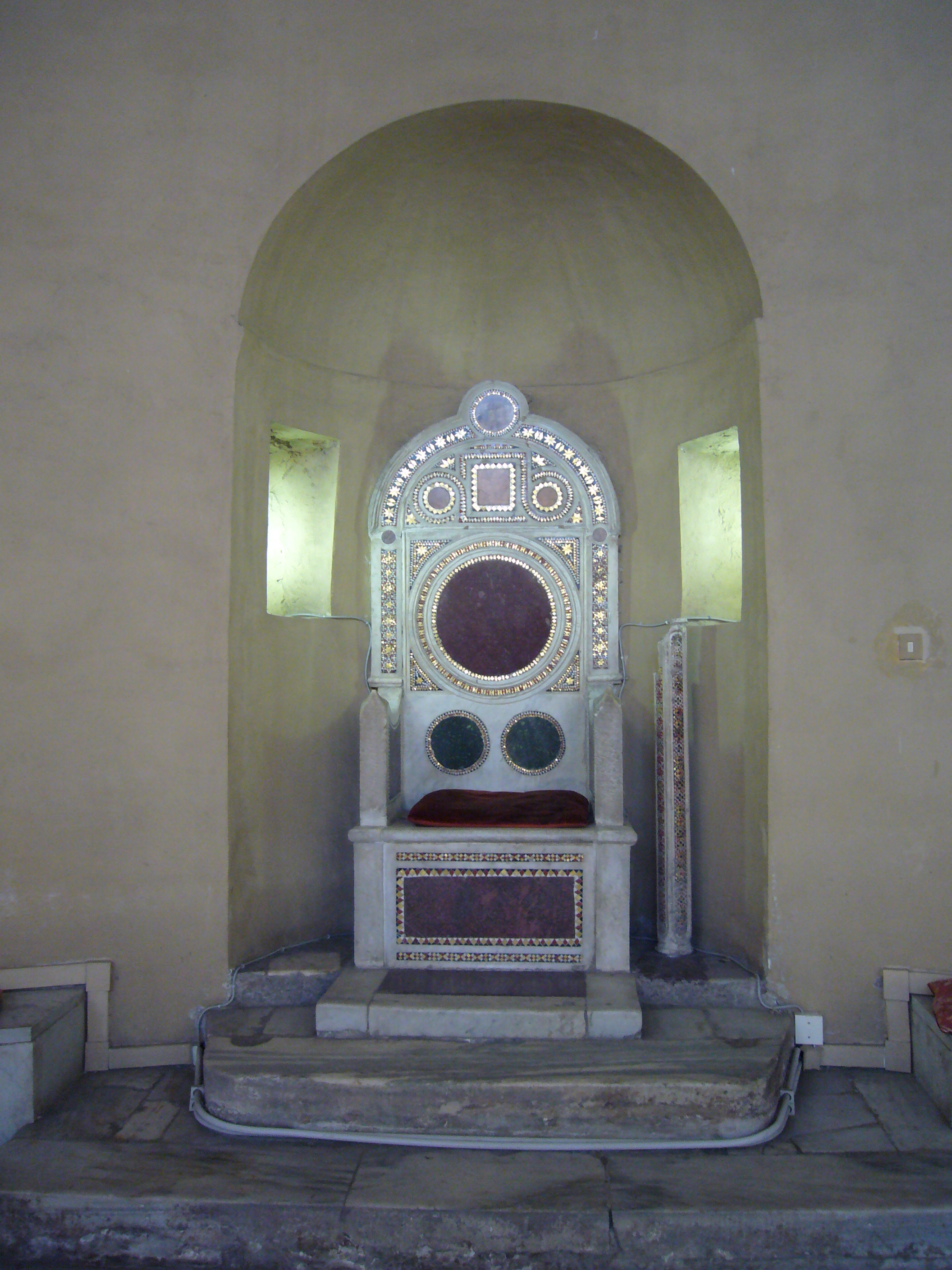
Chaire épiscopale cosmatesque de l'église Santa Balbina all'Aventino, Rome.

## Sources
- (en) Cet article est partiellement ou en totalité issu de l’article de Wikipédia en anglais intitulé « Cosmatesque » (voir la liste des auteurs).